# Яковенцев, Анатолий Александрович
Анатолий Александрович Яковенцев (1937—2014) — советский пилот, командир самолёта «Ан-2» Липецкого объединённого авиационного отряда Управления гражданской авиации центральных районов Министерства гражданской авиации СССР, Герой Социалистического Труда (1983).

## Биография
Родился 11 июня 1937 года в городе Сорочинск Оренбургской области в крестьянской семье.
Окончил среднюю школу и Бугурусланское училище летчиков гражданской авиации (ныне — филиал Санкт-Петербургского государственного университета гражданской авиации). В 1957 году Яковенцев был направлен в Узбекское управление гражданской авиации вторым пилотом самолёта «Ан-2». В 1965 году был переведен в Липецкий объединённый авиаотряд Управления гражданской авиации центральных районов Министерства гражданской авиации СССР на должность командира такого же самолёта. Выполнял полеты на малых высотах — распылял минеральные удобрения и гербициды на посевы сельскохозяйственных культур. Работал в странах СЭВ.
В 1990-х годах А. А. Яковенцев вышел на пенсию, проживал в Липецке.
Умер 24 сентября 2014 года. Похоронен на Аллее почётных захоронений Косыревского кладбища города Липецка.
Два его сына — Михаил и Пётр — тоже стали авиаторами.
18 августа 2016 года состоялась торжественная церемония открытия мемориальной доски в Международном аэропорту «Липецк», которая расположена на здании аэровокзала. На ней указаны имена Яковенцева А. А. и Зубарева П. Д.

## Награды
- Указом Президиума Верховного Совета СССР от 4 февраля 1983 года за выдающиеся производственные достижения, досрочное выполнение пятилетнего плана, освоение и внедрение новой авиационной техники и проявленную при этом трудовую доблесть Яковенцеву Анатолию Александровичу было присвоено звание Героя Социалистического Труда с вручением ордена Ленина и золотой медали «Серп и Молот».
- Также был награждён орденом Трудового Красного Знамени (27.02.1974) и медалями.
- Удостоен звания «Отличник Аэрофлота».
- За многолетний добросовестный труд и большой вклад в развитие Липецкого авиапредприятия, в 2014 году был награждён медалью «Во славу Липецкой области» и благодарственным письмом.[3]